# Ipomoea lacunosa
Espèce
Statut de conservation UICN

 LC  : Préoccupation mineure
Ipomoea lacunosa est une espèce de plantes dicotylédones de la famille des Convolvulaceae, originaire des  États-Unis. C'est l'une des 13 espèces sauvages classées dans la série Batatas (Ipomoea subg. Eriospermum sect. Eriospermum). Cette espèce diploïde (2n=2x=30) est un parent sauvage de la patate douce (Ipomoea batatas).

## Taxinomie

### Synonymes
Selon The Plant List (1 octobre 2019) : 
- Ipomoea lacunosa f. lacunosa

### Liste des variétés
Selon Tropicos (1 octobre 2019) :
- Ipomoea lacunosa × cordatotriloba